# Фонтан времён года
Фонтан времён года (фр. Fontaine des Quatre-Saisons) — монументальный фонтан в VII округе Парижа. Произведение Эдме Бушардона, завершённое в 1745 г.
Не все благосклонно относились к рококо даже во Франции. Попытки отойти от стилистики рококо делал скульптор Эдме Бушардон (1698—1762). Уже в первых своих творениях он пытался отказаться от этого стиля, опираясь на опыт французского классицизма 17 века и на лаконизм античного искусства. Получив от короля Франции заказ на строительство фонтана Четырёх Сезонов в Париже, он создал произведение, ничем не напоминающее стилистику рококо ни в архитектуре, ни в скульптуре.
В результате у Бушардона получилась роскошная, трёхъярусная архитектурная декорация. Среди скульптур второго яруса — аллегорические скульптуры сезонов года (Зимы, Весны, Лета, Осени), которые и дали название фонтану. Главным недостатком строения был контраст между роскошной декорацией и малой производительностью: у фонтана было всего несколько ручьев питьевой воды. Однако это не помешало Бушарону получить пожизненную пенсию в 1500 ливров, а также многочисленные положительные отзывы.
Но не прекращалась и критика. Наиболее значимым был отзыв Вольтера, который заметил, что в Риме фонтаны хорошо выполняют как практическую, так и декоративную функцию.

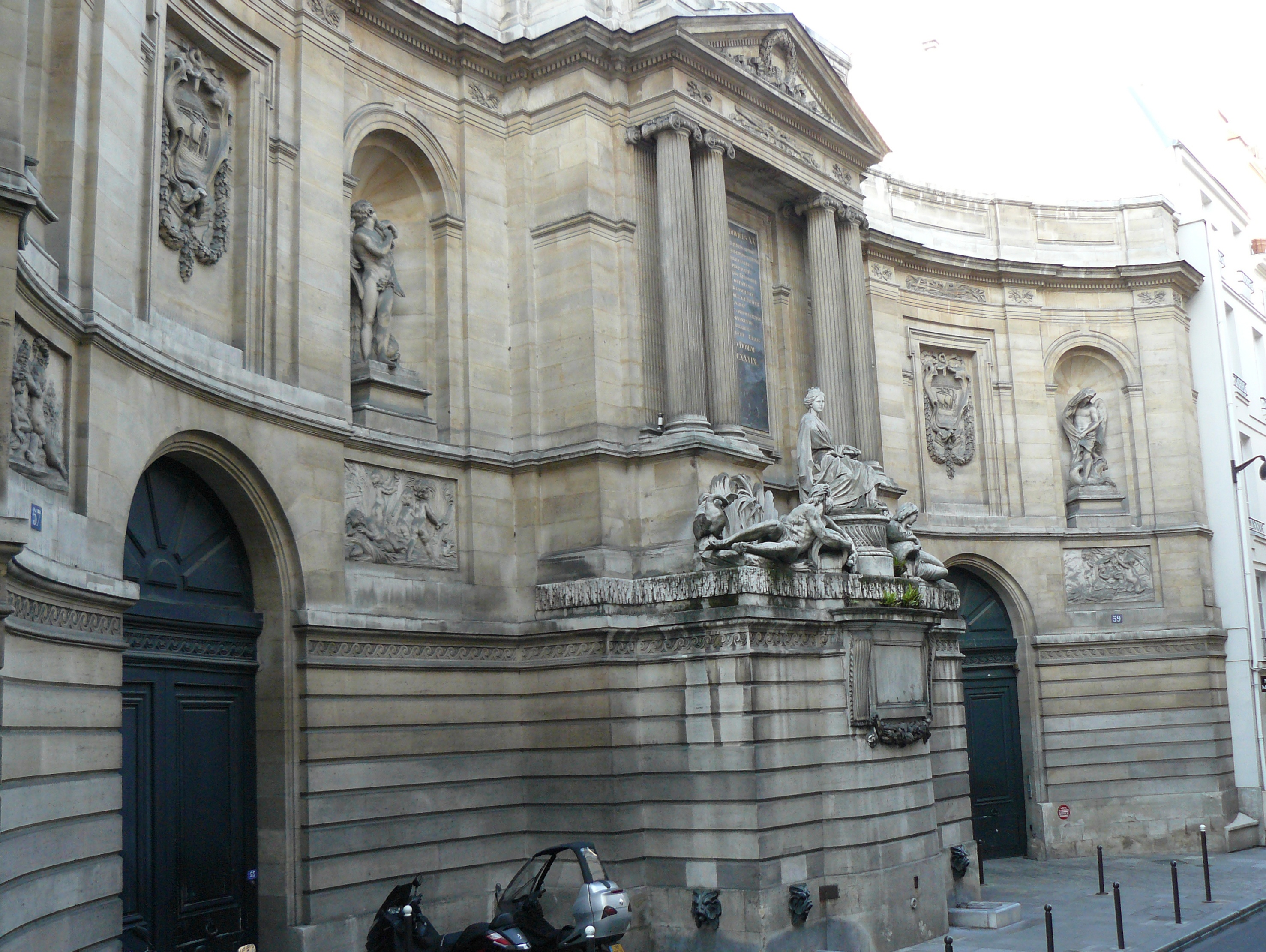
Архитектурный декор фонтана
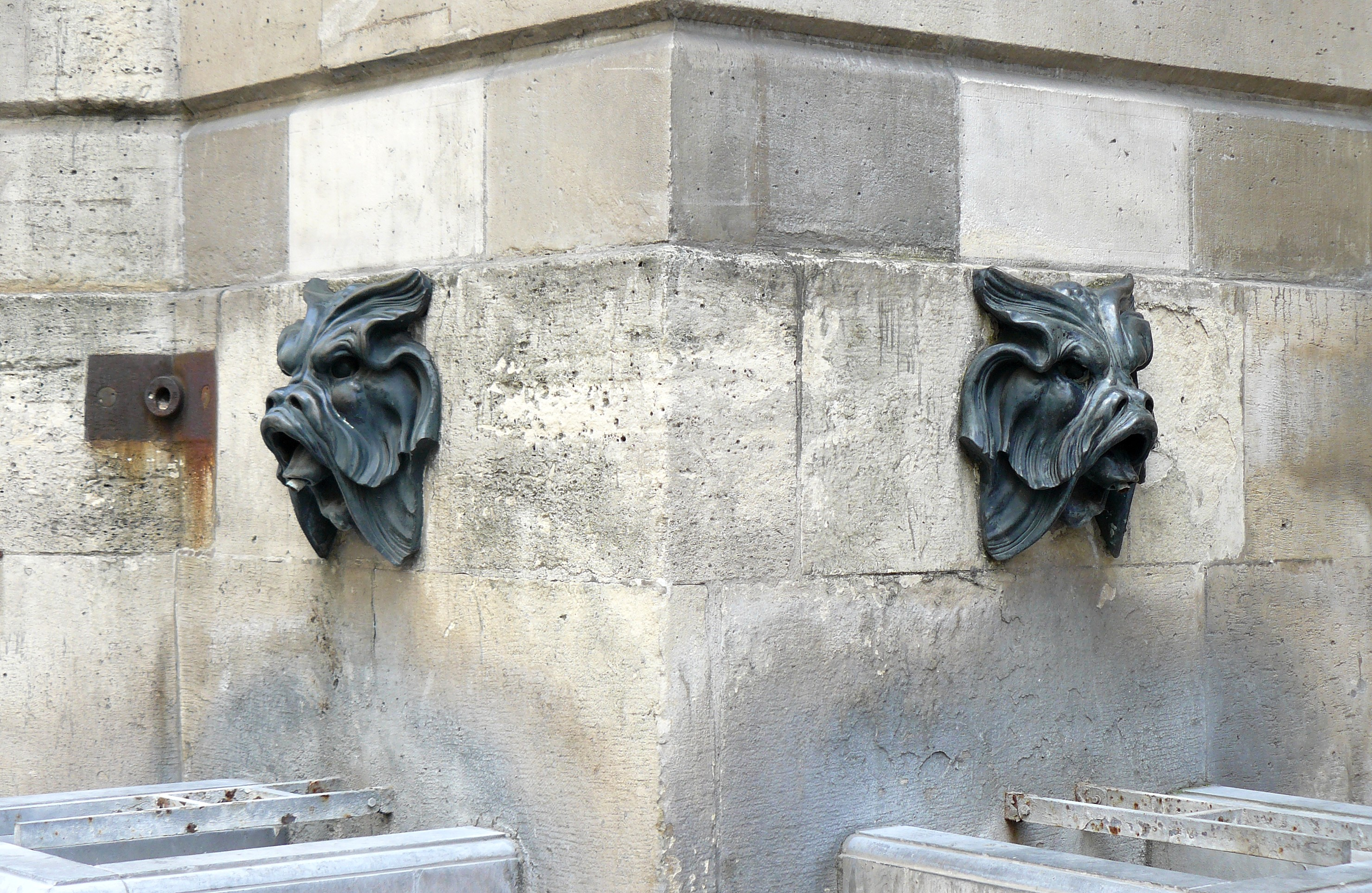
Сопла для питьевой воды бывшего фонтана
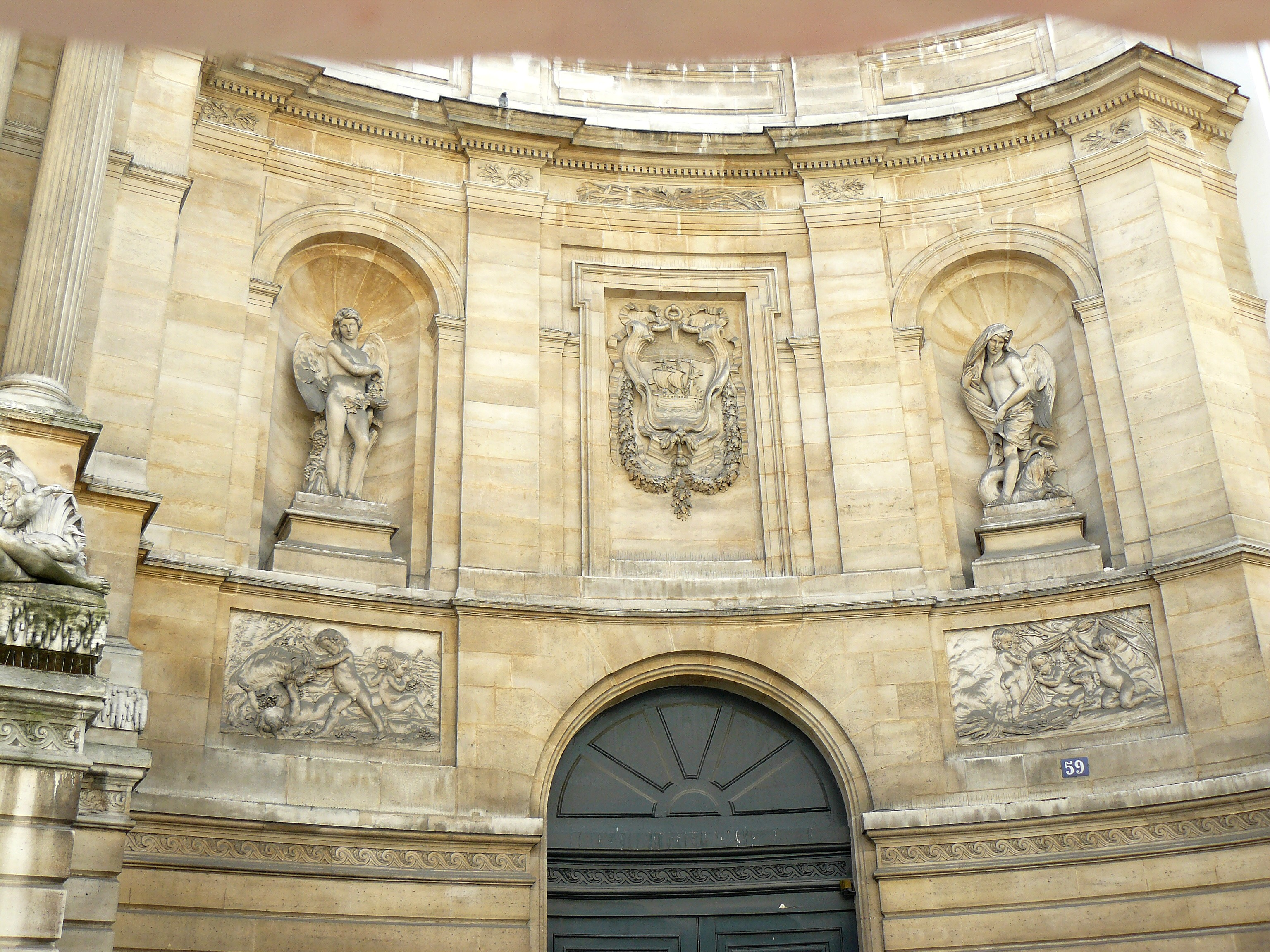
Скульптуры-аллегории сезонов
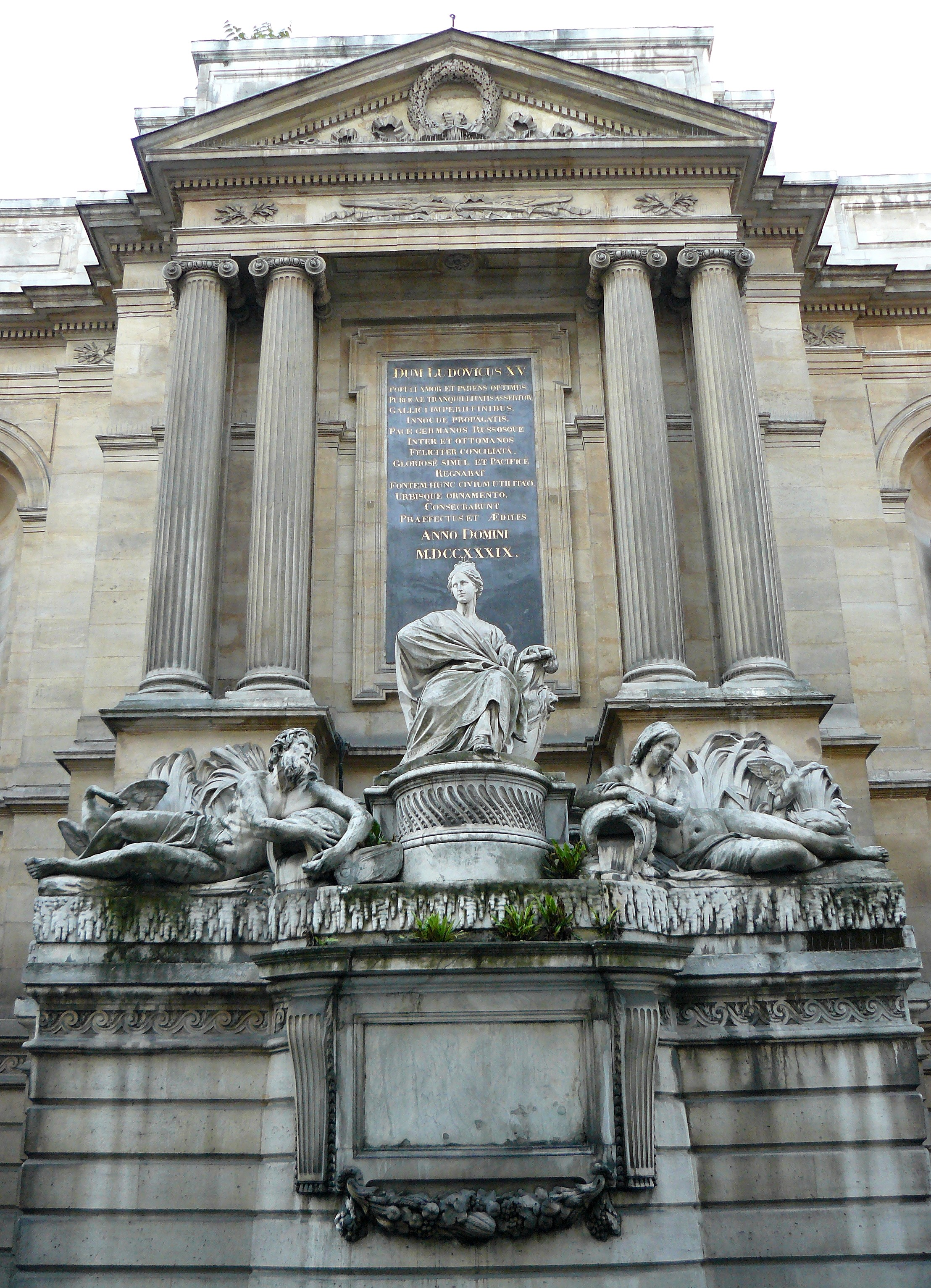
Центральная часть архитектурной декорации фонтана